# Estação Universitet (metro de Moscovo)
Universitet (em russo:  Университе́т) é uma das estações da linha Socolhnitcheskaia (Linha 1) do Metro de Moscovo, na Rússia. Estação «Universitet» está localizada entre as estações «Prospekt Vernadskogo» e «Vorobiovy Gory».